# Datana drexelii
Datana drexelii is een vlinder uit de familie van de tandvlinders (Notodontidae). De wetenschappelijke naam van de soort is voor het eerst geldig gepubliceerd in 1884 door H.Edwards.

## Kenmerken
Datana drexelii is vrijwel indentiek aan Datana ministra, maar heeft echter donkerdere boven-en achtervleugels.
Datana drexelii heeft een spanwijdte van 4-5,6 cm.
De vliegtijd is van juni tot en met september.

## Verspreiding
Datana drexelii komt voor in de Verenigde staten en Canada. Van Nova Scotia tot South Carolina en tot Kentucky in het westen.

## Waardeplanten
Datana drexelii heeft de volgende waardeplanten: bosbes (specifiek de sectie Cyanococcus), berk, linde, sassafras en toverhazelaars.

## Plaag
Datana drexelii wordt door verbouwers van bosbessen gezien als een plaagsoort. Dit komt doordat de larven zich in groep voeden met de bladeren. Er is onderzoek gebeurd om te kijken welke cultivars van bosbessen het minst aantrekkelijk zijn voor de vlinder om zo dure bestreidingsbehandelingen (handmatig of chemisch) te voorkomen.

## Gallerij

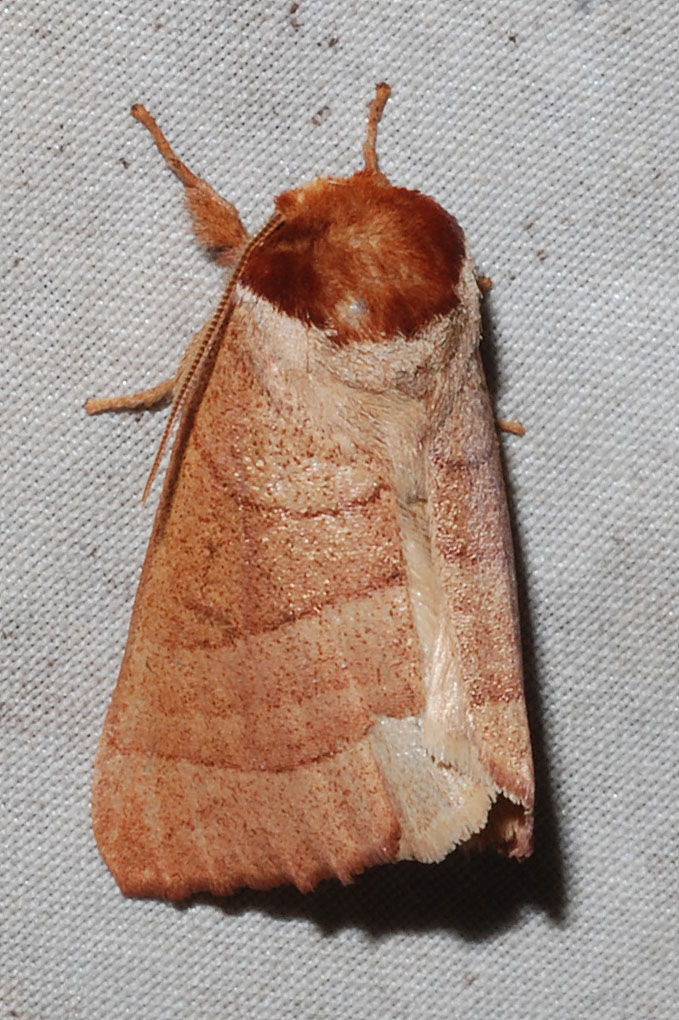
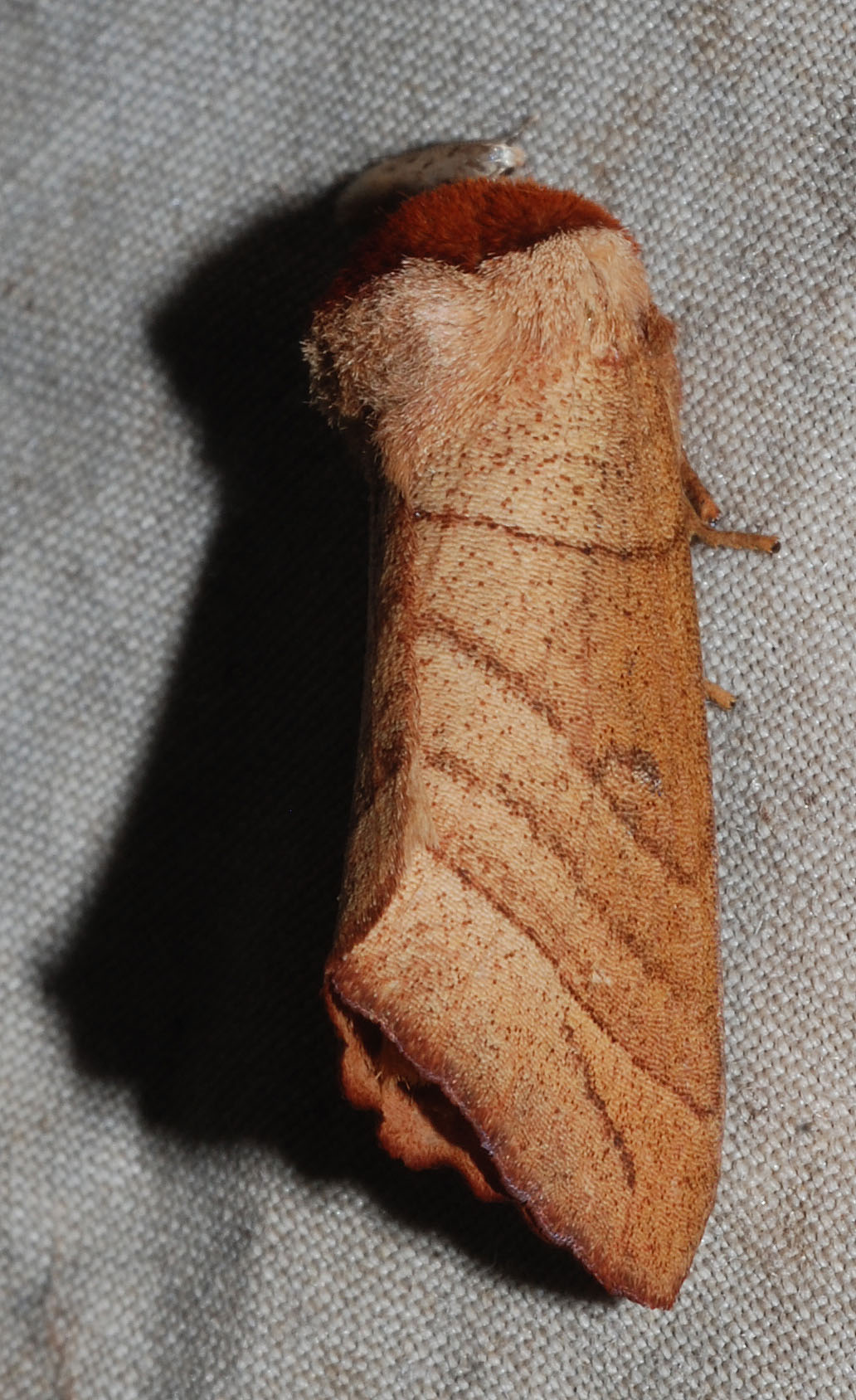